# 法蘭西的瑪麗 (香檳伯爵夫人)
法蘭西的瑪麗（Marie de France，1145年—1198年）是法國國王路易七世與阿基坦的埃莉諾的長女。
1152年，她的父母的婚姻被廢除，母亲埃莉諾改嫁英格蘭國王亨利二世，因此英格蘭國王理查一世以及約翰王是她的異父弟弟。1159年瑪麗嫁給了香檳伯爵亨利一世，1179年起成為香檳伯國攝政。

## 子女
瑪麗和亨利一世有四個孩子：
- 亨利二世（1166—1197）
- 斯珂拉絲緹可（1172—1219）
- 瑪麗（1174—1204）
- 蒂博三世（1179—1201）